# Герб Німеччини
Герб Німе́ччини — офіційний державний символ Федеральної Республіки Німеччина. У золотому полі чорний орел із червоними лапами і язиком (так званий німецький орел).

## Історія
На гербі Федеральної Республіки Німеччина зображений орел. Цей птах прославлявся людьми з найдавніших часів, бувши символом мужності, життєвої сили й сонця. За часів Карла Великого чорний орел на золотому фоні був визнаний гербом Священної Римської імперії. Правда, з XV століття символом імператора Священної Римської імперії стає двоголовий орел з єдиною короною над двома головами. Пізніше, в XIX столітті двоголовий орел стає символом влади (гербом) Австро-Угорщини, а за часів загальнонімецького парламенту 1848—1849 років (нім. Paulskirchenparlament) — гербом Німецької імперії.
У гербах численних королівств, герцогств і графств окрім орла використовувалися інші символи: ключі, фортеці, ведмеді, леви, корони і багато іншого.
Орел як державний символ продовжує свою історію і за часів об'єднаної Німецької держави 1871—1918 років, і за часів Веймарської республіки 1918—1933 років. Нацисти також використовували зображення орла зі свастикою в кігтях як державний символ своєї влади. Орел на гербі кайзерської Німеччини мав корону. У республіканські часи корона як символ монархії зникла з німецького герба.
Післявоєнна Німеччина перейняла зображення орла як державний символ у Веймарської республіки. Ескіз нинішнього герба був виконаний художником Тобіасом Швабом ще в 1926 році. Нинішній німецький орел має коротший хвіст і не так детально промальоване пір'я. Та і саме зображення стало умовнішим, ніж за часів Веймарської республіки. Як герб країни орел був введений Федеральним президентом Німеччини Теодором Гойсом 20 січня 1950 року. Текст опису герба був практично без змін перейнятий з опису герба Веймарської республіки, лише слово «рейх» було замінене на слово «бунд».
Для зображення орла на державних печатках, прапорах, монетах і поштових марках були також використані ескізи часів Веймарської республіки.

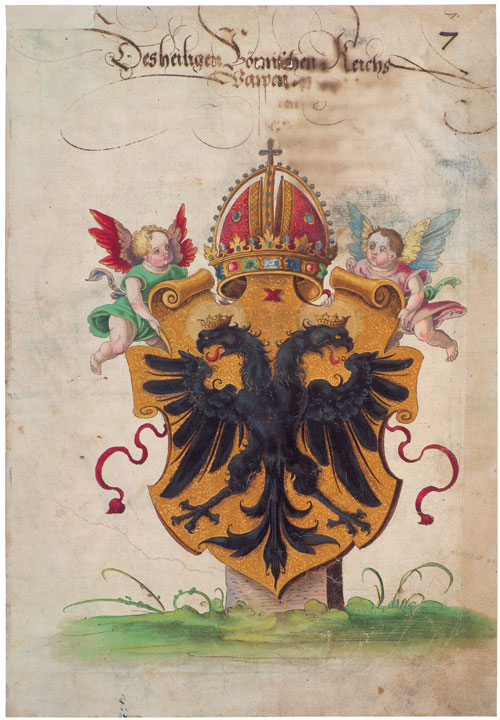
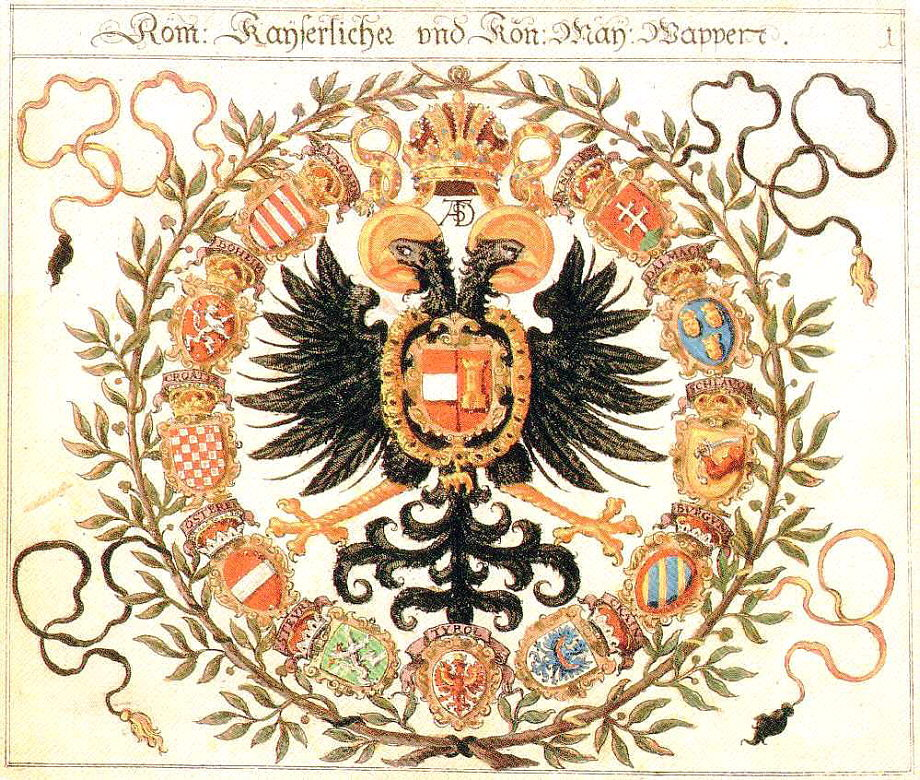
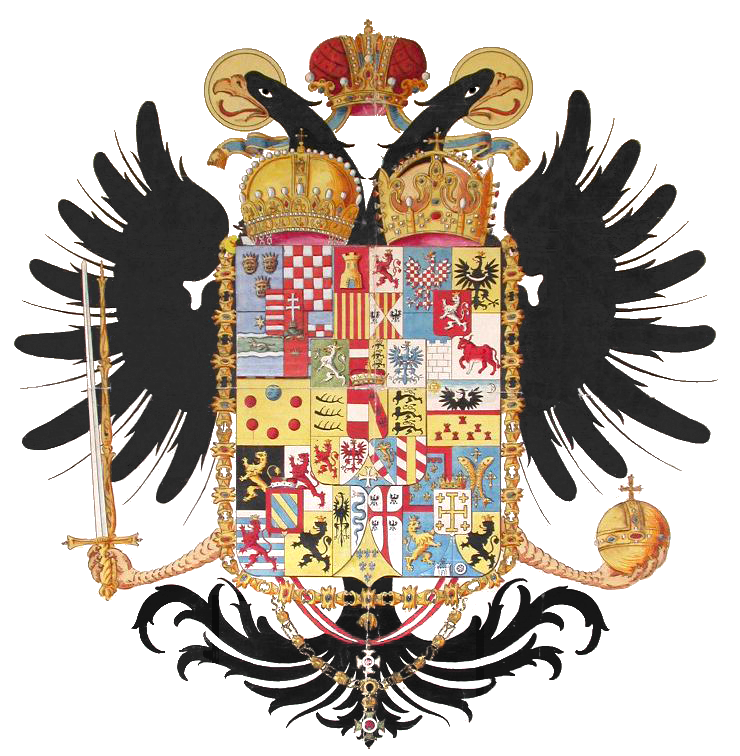

### Герб Німецької імперії у 1871—1888 роках

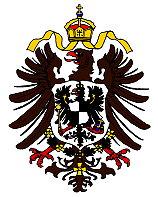

### Герб Німецької імперії у 1888—1918 роках
|                                    |                                   |
| Державний герб (нім. Reichswappen) | Державний орел (нім. Reichsadler) |

### Герб Німецької держави у 1919—1935 роках

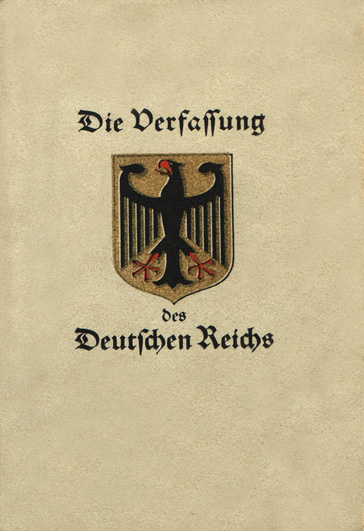
Конституція 11 серпня 1919 року із зображенням Імперського (Державного) герба зразку 1928 року

Розпорядження щодо Імперського (Державного) герба й Імперського орла від 11 листопада 1919 року:

##### Імперський (Державний) герб
|  | Відповідно до рішення Імперського Уряду, цим підтверджую, що федеральний герб являє собою в золотому полі зображення одноглавого чорного орла, який дивиться вправо, з розправленими крилами, але зі складеними пір'ям, дзьоб, язик і лапи - червоного кольору. |

##### Імперський (Державний) орел
|  | Якщо орел зображується без обрамлення [щита], то він має ту ж форму і кольори як в державному гербі, але з кінчиками пір'я назовні. |

Імперському Міністерству внутрішніх справ доручалося розробити та подати на затвердження варіанти Імперських герба і орла для кожного окремо взятого випадку.

### Вищий державний знак у 1935—1945 роках
|  | Після призначення в 1933 рейхсканцлером Адольфа Гітлера герб зразка 1919 року продовжував використовуватися до 1935 року, коли 5 листопада Положенням про вищий знак держави було встановлено: Для вираження єдності партії і держави в їх знаку, постановляю: Стаття 1. Держава використовує як символ свого суверенітету знак Націонал-соціалістичної німецької робітничої партії. Стаття 2 Вищий знак збройних сил не зачіпається. Стаття 3 Оголошення про державний герб і державний орел від 11 листопада 1919 року скасовується. 7 березня 1936 року Правилами про використання вищого знаку держави було встановлено: Вищим знаком держави є свастика, оточена дубовим вінком, на дубовому вінку орел з розпростертими крилами. Голова орла повернута направо. |